# Mboi Tu'i
Ele é um dos sete monstros lendários da mitologia Guarani. Ele é o segundo filho de Tau e Kerana.

## Aparência
Mboi Tu'i se traduz literalmente como "serpente-papagaio", que descreve a aparência destas criaturas. Mboi Tu'i tem a forma de uma enorme serpente, com uma enorme cabeça e bico de papagaio. Ele também tem uma língua bifurcada vermelho da cor do sangue. Sua pele é escamosa. Penas cobrem a sua cabeça. Possui um par de asas em branco, rubro e preto. Em sua cauda, um artefato metálico com lascas de rubelita a dão continuidade, permitindo o voo e contendo uma enzima que enfraquece seu veneno. Ele tem um olhar prejudicial que traz memórias horrorosas não verdadeiras, além de predições angustiantes a quem se expõe, assustando a todos que tem a má sorte de ser encontrado por ele.

## Lenda
Ele patrulha pântanos e protege a vida dos anfíbios. Gosta da umidade e de flores, e solta um poderoso e terrível grito incrível que causa trauma nos órgãos de quem ouve de longe, podendo deslocar o coração e o pulmão para fora de quem ouvir de perto. É considerado o protetor das áreas úmidas e dos animais aquáticos, pois precisa deles para conseguir uma forma física dita superior.